# Grevillea thyrsoides
Grevillea thyrsoides är en tvåhjärtbladig växtart. Grevillea thyrsoides ingår i släktet Grevillea och familjen Proteaceae.

## Underarter
Arten delas in i följande underarter:
- G. t. pustulata
- G. t. thyrsoides